# Opschuivende tijdlijn
Een opschuivende tijdlijn (Engels: floating timeline, letterlijk te vertalen als drijvende tijdlijn) is een hulpmiddel dat veel in boeken, strips en televisieseries wordt toegepast als verklaring waarom personages die (tientallen) jaren geleden hun intrede deden tot op heden niet of nauwelijks zijn verouderd, en er nog steeds uitzien zoals bij hun introductie.

## Achtergrond
Verhalen die gebruikmaken van een opschuivende tijdlijn hebben een aantal overeenkomsten. Zo worden de personages in deze verhalen lichamelijk niet ouder, maar gaan ze wel met hun tijd mee. Zo doen nieuwe trends hun intreden en ondergaan de personages soms duidelijk karakterontwikkelingen. Er wordt ook weleens gerefereerd aan gebeurtenissen uit een eerder verhaal, maar deze worden dan altijd aangepast zodat het lijkt alsof gebeurtenissen die jaren geleden zijn gepubliceerd zogenaamd nog maar enkele weken of maanden geleden hebben plaatsgevonden. Om dit principe mogelijk te maken wordt in de verhalen bijna nooit gerefereerd aan een specifiek jaartal of een specifieke datum. 
Het principe van de opschuivende tijdlijn levert weleens tegenstrijdige situaties op. Allereerst omdat veel strips uit de jaren 60 en 70 duidelijk in de stijl van die tijd getekend zijn, maar desondanks beweerd wordt dat gebeurtenissen uit deze strips nog maar enkele jaren terug plaats zouden hebben gevonden. Ook zijn er bepaalde personages in verhalen die onlosmakelijk met een bepaalde tijdsperiode verbonden zijn, zodat de opschuivende tijdlijn op hen minder makkelijk toepasbaar is. Dit leidt er geregeld toe dat er retcons moeten worden toegepast om alles kloppend te houden. Vooral de strips van Marvel Comics zijn een goed voorbeeld hiervan. Zo werd in de jaren 60 een paar keer vermeld dat het Ding nog in de Tweede Wereldoorlog had gevochten, terwijl dit in de hedendaagse strips wordt afgedaan als onmogelijk.

## Varianten op de opschuivende tijdlijn
Soms wordt het principe van het niet ouder worden van de personages selectief toegepast, waardoor het ene personage sneller veroudert dan het andere. In de strip Garfield bijvoorbeeld viert het gelijknamige hoofdpersonage elk jaar zijn verjaardag, maar hij blijft er hetzelfde uitzien. In de strip Jan, Jans en de kinderen is het personage Gertje sinds zijn introductie zichtbaar verouderd van een baby naar een peuter, terwijl de andere personages niet ouder zijn geworden. Een soortgelijke selectieve veroudering is terug te vinden in Peanuts, waarbij enkele personages als baby hun intrede deden en in de loop der tijd verouderden tot de leeftijd van de andere karakters, die zelf niet ouder werden. En in de strip Agent 327 is de zaak nog wat ambivalenter: de personages lijken niet te verouderen, al wordt er wel aan hun geboortedata vastgehouden: Hendrik IJzerbroot is geboren in 1930, en werd in 1948 op achttienjarige leeftijd geheim agent. Zijn eerste missie wordt, in raamvertelling, verhaald in De vlucht van vroeger, waarin de hoofdpersonen in het jaar 2004, na de dood van Juliana der Nederlanden terugblikken; IJzerbroot ziet er tijdens het kaderverhaal dus nog steeds uit als midden dertig, terwijl hij al 74 jaar oud zou moeten zijn.

## Alternatieve varianten
Naast de traditionele opschuivende tijdlijn zijn er ook media die op een andere wijze creatief omspringen met de tijdlijn. In sommige series wordt ervan uitgegaan dat alle verhalen in een bepaald jaartal spelen, ook wanneer de tijdsspanne van alle verhalen dit onmogelijk zou maken. Hier is dus eerder sprake van een soort "statische tijdlijn". De strip Asterix zou zich afspelen in het jaar 50 v. Chr.; enkele spaarzame verwijzingen naar eerdere albums maken duidelijk dat de verhalen wel degelijk in een soort continuïteit spelen, maar toch blijven de verhalen tijdens de dictatuur van Julius Caesar spelen. Een andere variant is die van de "fluctuabele tijdlijn", waarin het jaartal van verhaal tot verhaal voor- en achteruit kan springen, maar de verhalen wel op volgorde van de serie spelen. Zo spelen de verhalen van Lucky Luke wel op volgorde, wat blijkt uit de terugkeer van oude personages, maar is er geen sprake van een historisch-chronologische volgorde. Het album Vogelvrij behandelt de ondergang van de Daltonbende in 1892. Vervolgens worden de neven Dalton de opvolgers van de oude bende en Lukes aartsvijanden; zo komen zij ook in het album Belle Starr, ondanks dat er wordt benadrukt dat het album in het jaar 1875 speelt. Ook De Rode Ridder speelt verspreid over de middeleeuwen. Waar Johan dient onder Koning Arthur, wat op de 5e eeuw duidt, zijn er ook albums waarin Vikingen aan bod komen, of 14e-eeuwse zaken. In het album Het grote geheim wordt het jaar 1314 genoemd, wat het jaartal is waar Martin Lodewijk van uitging toen hij de strip overnam.

## Toepassing
De opschuivende tijdlijn is vooral bekend van stripverhalen, maar wordt ook op andere media toegepast. De televisieseries The Simpsons en Family Guy gebruiken bijvoorbeeld een opschuivende tijdlijn. De karakters in deze series zijn nog net zo oud als bij hun introductie. Ook de filmreeks James Bond gebruikt een opschuivende tijdlijn; Bond gaat in de films duidelijk met zijn tijd mee, maar wordt niet ouder.